# Анке Феллер
Анке Феллер (нім. Anke Feller; нар. 26 вересня 1971) — німецька спринтерка.
До возз'єднання Німеччини на міжнародних змаганнях представляла Західну Німеччину.

## Спортивні досягнення
Чемпіонка світу з естафетного бігу 4×400 метрів (1997). Бронзова призерка чемпіонату світу з естафетного бігу 4×400 метрів (1999).
Бронзова призерка чемпіонату світу в приміщенні з естафетного бігу 4×400 метрів (1997).
Переможниця Кубка світу з естафетного бігу 4×400 метрів (1998).
Фіналістка (7-е місце) чемпіонату світу серед юніорів з естафетного бігу 4×100 метрів (1988).
Чемпіонка Європи з естафетного бігу 4×400 метрів (1998).
Була 2-ю з естафетного бігу 4×400 метрів на Кубку Європи (1997).
Бронзова призерка чемпіонату Європи серед юніорів з естафетного бігу 4×400 метрів (1989).
Чемпіонка Німеччини з естафетного бігу 4×100 метрів (1993) та 4×400 метрів (1996, 2001). Срібна призерка чемпіонату Німеччини з бігу на 400 метрів (2002).
Срібна призерка чемпіонату Німеччини в приміщенні з бігу на 200 метрів (2004). Бронзова призерка чемпіонату Німеччини в приміщенні з бігу на 400 метрів (1996).